# ميشيل كاريه
ميشيل كاريه (بالفرنسية: Michel Carré)‏ (و. 1865 – 1945 م) هو ممثل، ومخرج سينمائي، وكاتب مسرحي، من فرنسا، ولد في باريس، توفي في باريس، عن عمر يناهز 80 عاماً.

## وصلات خارجية
- ميشيل كاريه على موقع IMDb (الإنجليزية)
- ميشيل كاريه على موقع ألو سيني (الفرنسية)
- ميشيل كاريه على موقع أول موفي (الإنجليزية)
- ميشيل كاريه على موقع كينوبويسك (الروسية)